# Millennium Falcon

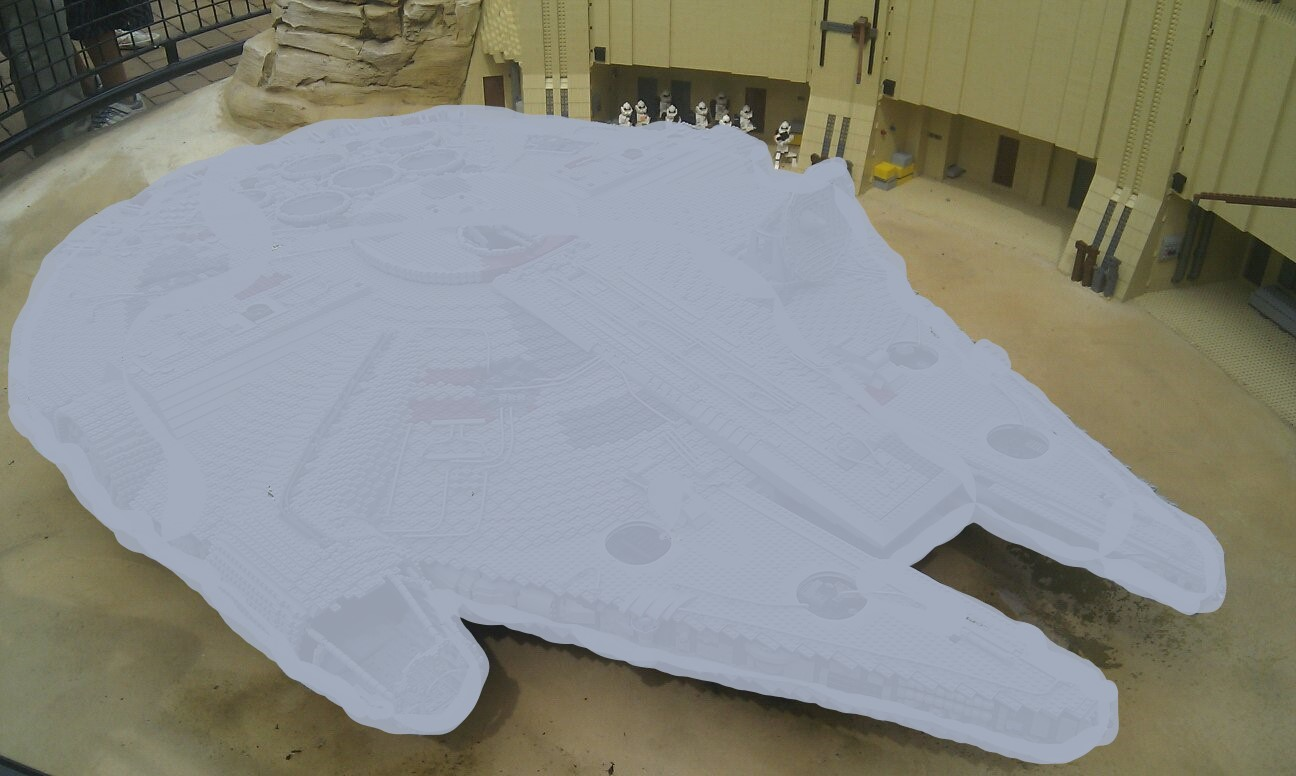
Millennium Falcon in LEGO

De Millennium Falcon is een fictief ruimteschip uit de Star Wars saga. Hij is van het type YT-1300f Light freighter. De Falcon is te zien in Episodes III, IV, V, VI, VII, VIII, IX en Solo: A Star Wars Story. Het is het persoonlijke schip van Rey, Han Solo en Lando Calrissian
De Millennium Falcon is gedurende Episode IV, V en VI het schip van Han Solo, die er uiterst trots op is. Daarvoor was het van Lando Calrissian, wiens idee het was om er smokkelruimtes in te plaatsen. Han Solo won het schip echter van Lando tijdens het gokspel 'sabacc'. Het schip zorgde ervoor dat Luke Skywalker de Death Star kon opblazen bij de Slag om Yavin, en werd bestuurd door Lando bij het vernietigen van de tweede Death Star (Slag om Endor). In de saga staat de Falcon bekend als een van de snelste schepen in het heelal. Ook heeft het onder andere het record op de befaamde Kessel Run. De Falcon kende zijn moeilijkste momenten tijdens de ontsnapping in een asteroïdenveld bij de ontsnapping van de ijsplaneet Hoth, even na de Slag om Hoth.
Na de Slag om Endor is het schip diverse keren gestolen. Na verloop der tijd kwam de Millennium Falcon bij Unkar Plutt terecht. Die liet het schip verrotten onder een zeil in Jakku.
Toen Rey en Finn het schip kaapten omdat ze op de vlucht waren van de First Order, vonden Han Solo en Chewbacca het schip terug. Na het overlijden van Han werd Rey, die verstand had van schepen, piloot en bleef Chewbacca als copiloot.